# Bargenstedt
Bargenstedt er en by og kommune i det nordlige Tyskland, beliggende i Amt Mitteldithmarschen i den centrale del af Kreis Dithmarschen. Kreis Dithmarschen ligger i den sydvestlige del af delstaten Slesvig-Holsten.

## Geografi
Kommunen ligger i Heide-Itzehoer Geest. Ud over Bargenstedt ligger i kommunen Dellbrück (ligger ved Bundesstraße 431 mod Albersdorf) samt bebyggelsen Bargenstedterfeld (mellem Dellbrück og Krumstedt).

### Nabokommuner
Nabokommuner er (med uret fra nord), kommunerne Sarzbüttel, Tensbüttel-Röst, Krumstedt og Nindorf samt byen Meldorf (alle i Kreis Dithmarschen).